# Jack Lang
Jack Mathieu Émile Lang (2 de septiembre de 1939) es un político francés y miembro del Partido Socialista, alcalde de Blois de 1989 a 2000 y varias veces ministro en gobiernos de izquierda, ocupando varias veces las carteras de Cultura y Educación Nacional. 
En 2013 fue nombrado presidente del Instituto del Mundo Árabe.

## Familia, primeros años y formación
Jack Mathieu Émile Lang, nacido el 2 de septiembre de 1939 en Mirecourt, en los Vosgos, provenía de una rica familia judía atea de Nancy; su padre, Roger Lang (1902-1955), era el director comercial de la empresa familiar fundada y dirigida por el abuelo de Jack, Albert Lang (1874-1964), que había hecho fortuna al final de la Primera Guerra Mundial, al frente de esta empresa de tratamiento de residuos industriales. Su padre y su abuelo (Roger y Albert) eran ambos masones. La madre de Jack, Marie-Luce Bouchet, cuyos abuelos eran católicos, nació en 1919 y murió en 2003, y era hija de Émile Bouchet, profesor ateo y masón, fallecido en 1926, y de Berthe Boulanger, enfermera.
Jack Lang estudió ciencias políticas en el Instituto de Estudios Políticos de París y luego obtuvo un posgrado en derecho público. Su carrera se centró entonces en una combinación de docencia y cultura y artes. Fue fundador y productor del Festival du Monde de Nancy, fue director del Teatro de la Universidad de Nancy de 1963 a 1972, y luego director del Théâtre national de Chaillot de 1972 a 1974. Al mismo tiempo fue profesor de derecho internacional de 1971 a 1981 en la Universidad de Nancy y luego en la Universidad Paris Nanterre. Se casó con Monique Buczynski en 1961. La pareja tiene dos hijas.

## Carrera política
Lang entró en política como miembro socialista de la Asamblea Nacional francesa procedente de París en 1977. Es más conocido por haber sido Ministro de Cultura (22 de mayo de 1981 - 19 de marzo de 1986 y 13 de mayo de 1988 - 29 de marzo de 1993) y Ministro de Educación (3 de abril de 1992 - 29 de marzo de 1993 y 27 de marzo de 2000 - 5 de mayo de 2002).
En 1981, mientras era Ministro de Cultura, creó la Fiesta de la Música, una celebración musical masiva que se celebra el 21 de junio de cada año, donde muchos músicos aficionados ofrecen actuaciones gratuitas al aire libre.
En agosto de 1981, creó la Ley Lang, que permite a los editores imponer un precio mínimo de venta de libros.
En 2000 se presentó sin éxito a la alcaldía de París.
Desde 25 de enero de 2013 es presidente del Instituto del Mundo Árabe.

## Cargos políticos

#### Ministro
- Ministro de Cultura: 1981–1986.
- Ministro de Cultura, Comunicación, Obras Mayores y Bicentenario: 1988–1991.
- Ministro de Cultura y Comunicación, y portavoz del gobierno: 1991–1992.
- Ministro de Estado, Ministro de Educación Nacional y Cultura: 1992–1993.
- Ministro de Educación Nacional: 2000–2002.

### Parlamentario
Parlamento Europeo
- Eurodiputado: 1994–1997

Asamblea Nacional de Francia
- Diputado por Pas-de-Calais: Elegido en 2002, re-elegido en 2007.
- Diputado por Loir-et-Cher: 1986–1988 / Marzo–Diciembre 1993 (Renunció) / 1997–2000.

Administración local
- Alcalde de Blois: 1989–2000 (Renunció).
- Concejal de Paris 1983–1989.

## Obras

### Escritos por Jack Lang
- L'État et le théâtre, 1968, LGDJ bibliothèque de droit public
- Le plateau continental de la mer du Nord : Arrêt de la Cour Internationale de Justice, février 1969 LGDJ bibliothèque de droit international
- Éclats (avec Jean-Denis Bredin), éditions Jean-Claude Simoën, 1978
- Demain, les femmes, Grasset, agosto de 1995
- Lettre à André Malraux, Éditions 1, noviembre de 1996
- François I.er, Perrin, octubre de 1997
- Les araignées, Pocket, 2000
- La politique, d'où ça vient ? L'origine de l'État, Les fondements de la République, La genèse de l'impôt (avec Odon Vallet et Gaëtan de Séguin des Hons), Flammarion, août 2000
- Qu'apprend-on au collège ? Pour comprendre ce que nos enfants apprennent (avec Claire Bretécher), XO éditions, janvier 2002
- Anna au muséum, Hachette Jeunesse, avril 2002
- Laurent le Magnifique, Perrin, août 2002 ISBN 978-2-262-01608-1
- Une école élitaire pour tous, Gallimard, septembre 2003
- Un nouveau régime politique pour la France, Odile Jacob, août 2004, ISBN 978-2-7381-1566-9
- Nelson Mandela : Leçon de vie pour l'avenir, Perrin, janvier 2005 – ISBN 978-2-262-02194-8
- Changer livre programme pour 2007, Plon, Septembre 2005, ISBN 978-2-259-20359-3
- Immigration positive, avec Herve Le Bras, París, Odile Jacob, 2006, ISBN 978-2-7381-1801-1
- Faire la révolution fiscale, Plon, 2006, ISBN 978-2-259-20460-6
- Demain comme hier, avec Jean-Michel Helvig, Fayard, 2009, ISBN 978-2-213-63846-1
- La bataille du Grand Louvre, éditions Réunions des Musées Nationaux, 2010, ISBN 978-2-7118-5789-0
- Ce que je sais de François Mitterrand, Le Seuil, 2011, ISBN 978-2-02-103793-7
- François Mitterrand : fragments de vie partagée, Le Seuil, 2011 ISBN 978-2-02-103793-7
- Pourquoi ce vandalisme d'État contre l'École : lettre au Président de la République, Éditions du Félin, 2011, ISBN 978-2-86645-765-5

### Libros con Prólogo de Jack Lang
- Le Gardien des âmes de Alain Roullier (France Europe éditions), 1998.
- 16 ans ou l'avènement de la conscience citoyenne de Adyl Abdelhafidi
- Homosexualité. 10 clés pour comprendre, 20 textes à découvrir de Bruno Perreau (Librio), 2005.
- Mitterrand, Une Affaire d’Amitié, de Stephan-Xavier Trano (L'Archipel), 2006, ISBN 978-2-84187-793-5
- Héritage de Jean Paul Leon (Minedition), 2006, ISBN 978-2354130008

### Sobre Jack Lang
- Jean-Pierre Colin, L'Acteur et le Roi, Georg, 1994 ISBN 978-2-8257-0490-5
- Jean-Pierre Colin, Le Mystère Lang, Georg, 2000 ISBN 978-2-8257-0719-7
- Nicolas Charbonneau, Laurent Guimier, Docteur Jack et Mister Lang, Le Cherche midi, 2004 ISBN 978-2-7491-0189-7
- Marie Delarue, Les Aventures de Lang de Blois, enquêtes, Jacques Granger, 1995 ISBN 978-2-7339-0474-9
- Jean-Louis Toussaint (10 de octubre de 2006).  Les cahiers de la liberté de l’est. Une réalisation des Editions La Nuée Bleue, ed. 100 portraits d’hommes et de femmes qui réussissent en dehors des Vosges (en francés). Strasbourg. pp. 54-59.

### Sobre el Festival de Nancy
- Marie-Ange Rauch, Le théâtre en France en 1968, histoire d’une crise, thèse consacrée à l’histoire du théâtre en France (1945–1972), Nanterre, 1995, 475 pages. Voir chapitre 2 : « les étudiants le théâtre et le Festival de Nancy », pp. 135–143.

### Sobre su acción como Ministro de Cultura y Comunicación
- Laurent Martin, Le prix unique du livre 1981–2006. La loi Lang, coordonné par Laurent Martin, Comité d'histoire du ministère de la Culture et des institutions culturelles – IMEC, collection L'édition contemporaine, 2006, 197 p.
- Laurent Martin, « Oui, le livre a un prix », L'Histoire, number 216, janvier 2007.
- Philippe Poirrier, L'État et la culture en France au XXe, Le Livre de Poche, 2006.
- Michel Schneider, La Comédie de la Culture, Seuil, 1993.